# Kyle Tilley
Kyle Tilley (né le 16 février 1988 à Bath en Angleterre) est un pilote automobile britannique qui participe à des épreuves d'endurance aux mains de voiture de Grand tourisme ou des Sport-prototype dans des championnats tels que le Championnat du monde d'endurance, le WeatherTech SportsCar Championship, l'European Le Mans Series, l'Asian Le Mans Series ainsi qu'aux 24 Heures de Daytona et les 24 Heures du Mans,,.

## Palmarès

### Résultats aux24 Heures du Mans
| Année | Écurie     | Copilotes                           | Voiture         | Classe | Tours | Pos. | Class Pos. |
| ----- | ---------- | ----------------------------------- | --------------- | ------ | ----- | ---- | ---------- |
| 2020  | IDEC Sport | Jonathan Kennard (en) Patrick Pilet | Oreca 07-Gibson | LMP2   | 363   | 15e  | 11e        |
| 2021  | IDEC Sport | Dwight Merriman Ryan Dalziel        | Oreca 07-Gibson | LMP2   |       |      |            |

### Résultats aux24 Heures de Daytona
| Année | Écurie         | Copilotes                                     | Voiture         | Classe | Tours | Pos. | Class Pos. |
| ----- | -------------- | --------------------------------------------- | --------------- | ------ | ----- | ---- | ---------- |
| 2020  | Era Motorsport | Nic Minassian Dwight Merriman Ryan Lewis      | Oreca 07-Gibson | LMP2   | 800   | 11e  | 3e         |
| 2021  | Era Motorsport | Dwight Merriman Ryan Dalziel Paul-Loup Chatin | Oreca 07-Gibson | LMP2   | 787   | 6e   | 1re        |